# Dominique Sutton
Dominique Leondres Sutton (Durham, 20 ottobre 1986) è un cestista statunitense.
Fino al 27 gennaio 2019 è stato il miglior rimbalzista dell'Aquila Trento in Serie A. In quella data, tuttavia, il suo record di 629 rimbalzi complessivi è stato battuto da Dustin Hogue, salito a quota 632.
Il 12 dicembre 2019 torna in Italia, firmando con la New Basket Brindisi. L'8 gennaio del 2021 fa ritorno nuovamente nel campionato italiano di pallacanestro, firmando fino al termine della stagione, con la Pallacanestro Reggiana.

## Palmarès
- Campione NBDL (2015)
- All-NBDL All-Defensive Third Team (2015);
- All-NBDL All-Rookie Second Team (2013).